# Tragia tabulaemontana
Tragia tabulaemontana är en törelväxtart som beskrevs av John Wynn Gillespie. Tragia tabulaemontana ingår i släktet Tragia och familjen törelväxter.
Artens utbredningsområde är Franska Guyana. Inga underarter finns listade i Catalogue of Life.